# 달 리어타

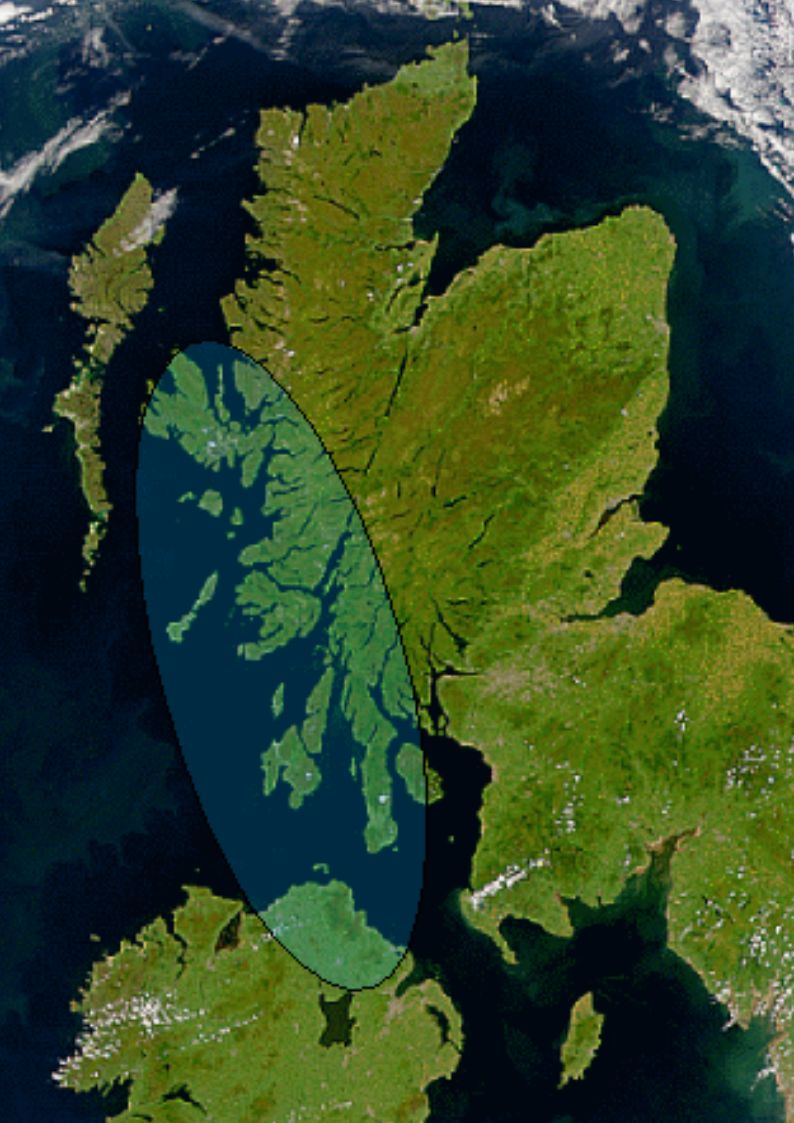

달 리어타(아일랜드어: Dál Riata)는 노스 해협을 사이에 두고 마주보는 오늘날의 스코틀랜드 서부와 얼스터 동북부에 존재했던 스코트인 및 픽트인 계열의 연맹 왕국이다. 6세기 말에서 7세기 초에 걸쳐 달리어타의 판도는 오늘날의 스코틀랜드 아가일 뷰트와 로흐아버, 북아일랜드 앤트림에 해당한다.

## 같이 보기
- 알바인의 역사
- 다리너
- 알바 왕국의 기원